# سوزی رکوردز
سوزی رکوردز (کرواتی: Suzy Records) شرکت نشر موسیقی کروات است، که در سال ۱۹۷۲ تأسیس شد.